# Gatsy
Gatsy (armeniska: Hats’i, azerbajdzjanska: Çörəkli, armeniska: Հացի, ryska: Гаци, azerbajdzjanska: Hatsi) är en ort i Azerbajdzjan.   Den ligger i distriktet Xocavənd Rayonu, i den centrala delen av landet, 260 km väster om huvudstaden Baku. Gatsy ligger 892 meter över havet och antalet invånare är 234.
Terrängen runt Gatsy är lite bergig. Runt Gatsy är det ganska tätbefolkat, med 52 invånare per kvadratkilometer.. Närmaste större samhälle är Müşkapat, 8,5 km söder om Gatsy. 
Trakten runt Gatsy består till största delen av jordbruksmark.